# Dothraki (sprog)
Dothraki er et fiktivt kunstsprog der eksisterer i George R. R. Martins fantasyromaner i serien A Song of Ice and Fire og i filmatiseringen Game of Thrones. Det bliver talt af Dothraki, der er et nomadefolk i seriens fiktive verden. Sproget blev udviklet til tv-serien af sprogskaberen David J. Peterson, der arbejdede på baggrund af ord og fraser på Dothraki i Martins romaner.
I september 2011 bestod sproget af 3163 ord, hvoraf det ikke var alle som var offentlige. I 2012 fik 146 nyfødte piger i USA navnet "Khaleesi", der er Dothraki for hustruen til en khal eller hersker, og titlen som karakteren Daenerys Targaryen får i tv-serien. Dothraki og Valyrian er blevet beskrevet som "de mest overbevisende fiktive sprog siden elvisk".